# 150 metros lisos

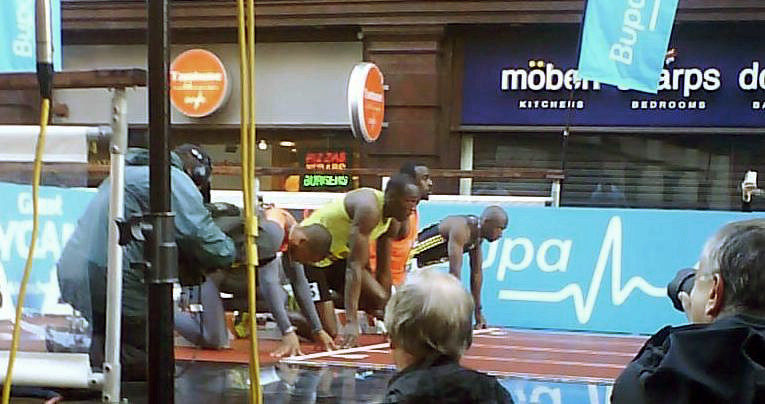
150 metros finales en los Juegos de la ciudad de Mánchester 2009

En atletismo, la distancia informal de 150 metros lisos se puede utilizar para trabajar la resistencia de los corredores de 100 m o la velocidad de los de 200. Se ha utilizado también como una distancia de exhibición. 
- La distancia se empleó en una carrera entre campeones olímpicos en el año 1996, concretamente entre el medallista de oro de los 100 metros lisos Donovan Bailey (Canadá) y el medallista de oro de los 200 metros lisos Michael Johnson (EE. UU.). La carrera se planteó como el modo de decidir quién de los dos era realmente el "hombre más rápido en la tierra".

- Esta distancia informal se utilizó también en una carrera de exhibición en Manchester en el marco de la Gran Mánchester Run de 2009 (Reino Unido). Las estrellas incluidas fueron el triple campeón olímpico Usain Bolt (Jamaica), Marfil Williams (EE. UU.), Simeon Williamson (Reino Unido) y otras estrellas internacionales de la pista. La carrera femenina incluyó a la campeona olímpica de 400 m, Christine Ohuruogu de Gran Bretaña junto a Debbie Ferguson-McKenzie (Bahamas). Bolt corrió la distancia en un tiempo récord de 14,35.

- Bolt volvió a participar en una prueba de 150 m en la playa de Copacabana de Río de Janeiro el 31 de marzo de 2013, en la que tomaron parte Daniel Bailey (Antigua y Barbuda), Bruno de Barros (Brasil) y Alex Quiñonez (Ecuador). El jamaicano ganó con registro de 14,42 por lo que no pudo superar su propio récord implantado en Mánchester en el 2009.

- Datos: Q2807981